# Bam Thwok
Bam Thwok è un singolo del gruppo rock statunitense Pixies, pubblicato nel 2004 solo in formato digitale.

## Il brano
Si tratta della prima registrazioni della band dal 1991, anno di uscita dell'album Trompe le Monde.
Il brano è stato scritto e cantato da Kim Deal.

## Tracce
- Download digitale

1. Bam Thwok – 2:35